# Боберешть (Відра, Алба)
Боберешть, Боберешті (рум. Bobărești) — село у повіті Алба в Румунії. Входить до складу комуни Відра.
Село розташоване на відстані 323 км на північний захід від Бухареста, 55 км на північний захід від Алба-Юлії, 64 км на південний захід від Клуж-Напоки.

## Населення
За даними перепису населення 2002 року у селі проживали 69 осіб, усі — румуни. Усі жителі села рідною мовою назвали румунську.